# Nealeurodicus paulistus
Nealeurodicus paulistus là một loài côn trùng cánh nửa trong họ Aleyrodidae, phân họ Aleurodicinae.
Nealeurodicus paulistus được Hempel miêu tả khoa học đầu tiên năm 1922.